# Contrat de prestations intégrées
En France, les contrats de prestations intégrées, plus communément appelé « In House », sont des contrats entrant dans la catégorie des contrats administratifs. Ces contrats sont exclus du champ d'application du code des marchés publics en vertu de l'article 3 de ce code. Cette exclusion découle en premier lieu de la jurisprudence communautaire.

## Définition
On peut appréhender le contrat « In House » comme un accord-cadre et marché conclu entre un pouvoir adjudicateur et un cocontractant sur lequel il exerce un contrôle comparable à celui qu’il exerce sur ses propres services. Toutefois le pouvoir adjudicateur doit être le premier bénéficiaire des activités de son cocontractant, c'est une condition essentielle pour qu'un contrat soit de prestation intégrée.